# Антоніо Баррека
Антоніо Баррека (італ. Antonio Barreca, нар. 18 березня 1995, Турин) — італійський футболіст, лівий захисник «Сампдорії».
Виступав за молодіжну збірну Італії.

## Клубна кар'єра
Народився 18 березня 1995 року в Турині. Вихованець футбольної школи місцевого «Торіно».
У дорослому футболі дебютував 2014 року виступами на умовах оренди за друголігову «Читтаделлу». Наступного сезону грав на тому ж рівні за «Кальярі», після чого «Торіно» повернув свого гравця, і в сезоні 2016/17 той дебютував у складі туринської команди в Серії A.
Влітку 2018 року новим клубом захисника став представник французької Ліги 1 «Монако». Провівши за монегасків за півроку 9 матчів в усіх турнірах, у січні 2019 року був відданий в оренду до англійського «Ньюкасл Юнайтед», де лише одного разу виходив на поле в офіційних іграх, а за півроку — до «Дженоа».
5 жовтня 2020 року був орендований «Фіорентиною». До завершення сезону провів лише три гри за «фіалок» у Серії A, після чого влітку 2021 року був знову відданий в оренду, цього разу до друголігового «Лечче», де відіграв один сезон.
У серпні 2022 року на правах повноцінного контракту повернувся до друголігового на той час «Кальярі», за який вже грав на початку кар'єри. Провів у його команді один сезон, допомігши підвищитися в класі до елітного дивізіону. Проте сам Баррека продовжив виступи на рівні Серії B, перейшовши влітку 2023 року до «Сампдорії».

## Виступи за збірні
2013 року дебютував у складі юнацької збірної Італії (U-18), загалом на юнацькому рівні взяв участь в 11 іграх.
Протягом 2015–2017 років провів 13 офіційних матчів у складі молодіжної збірної Італії.

## Статистика виступів

### Статистика клубних виступів
Станом на 2 вересня 2022
| Сезон               | Команда             | Чемпіонат           | Чемпіонат | Чемпіонат | Національний кубок | Національний кубок | Національний кубок | Континентальні кубки | Континентальні кубки | Континентальні кубки | Інші змагання | Інші змагання | Інші змагання | Усього | Усього |
| Сезон               | Команда             | Ліга                | Ігор      | Голів     | Ліга               | Ігор               | Голів              | Ліга                 | Ігор                 | Голів                | Ліга          | Ігор          | Голів         | Ігор   | Голів  |
| ------------------- | ------------------- | ------------------- | --------- | --------- | ------------------ | ------------------ | ------------------ | -------------------- | -------------------- | -------------------- | ------------- | ------------- | ------------- | ------ | ------ |
| 2014–15             | «Читтаделла»        | B                   | 38        | 1         | КІ                 | 1                  | 0                  | -                    | -                    | -                    | -             | -             | -             | 39     | 1      |
| 2015–16             | «Кальярі»           | B                   | 15        | 0         | КІ                 | 2                  | 0                  | -                    | -                    | -                    | -             | -             | -             | 17     | 0      |
| 2016–17             | «Торіно»            | A                   | 28        | 0         | КІ                 | 2                  | 0                  | -                    | -                    | -                    | -             | -             | -             | 30     | 0      |
| 2017–18             | «Торіно»            | A                   | 9         | 0         | КІ                 | 0                  | 0                  | -                    | -                    | -                    | -             | -             | -             | 9      | 0      |
| Усього за «Торіно»  | Усього за «Торіно»  | Усього за «Торіно»  | 37        | 0         |                    | 2                  | 0                  |                      | -                    | -                    |               | -             | -             | 39     | 0      |
| 2018-січ. 2019      | «Монако»            | Л1                  | 7         | 0         | КФ+КЛ              | 1+0                | 0+0                | ЛЧ                   | 1                    | 0                    | СФ            | 0             | 0             | 9      | 0      |
| січ.-черв. 2019     | «Ньюкасл Юнайтед»   | ПЛ                  | 1         | 0         | КА+КЛ              | 0                  | 0                  | -                    | -                    | -                    | -             | -             | -             | 1      | 0      |
| 2019–20             | «Дженоа»            | A                   | 18        | 0         | КІ                 | 1                  | 0                  | -                    | -                    | -                    | -             | -             | -             | 19     | 0      |
| 2020–21             | «Фіорентина»        | A                   | 3         | 0         | КІ                 | 1                  | 0                  | -                    | -                    | -                    | -             | -             | -             | 4      | 0      |
| 2021–22             | «Лечче»             | B                   | 22        | 0         | КІ                 | 2                  | 0                  | -                    | -                    | -                    | -             | -             | -             | 24     | 0      |
| 2022–23             | «Кальярі»           | B                   | 22+1      | 0         | КІ                 | 1                  | 0                  | -                    | -                    | -                    | -             | -             | -             | 24     | 0      |
| Усього за «Кальярі» | Усього за «Кальярі» | Усього за «Кальярі» | 37+1      | 0         | -                  | 3                  | 0                  | -                    | -                    | -                    | -             | -             | -             | 41     | 0      |
| 2023–24             | «Сампдорія»         | B                   | 1         | 0         | КІ                 | 0                  | 0                  | -                    | -                    | -                    | -             | -             | -             | 1      | 0      |
| Усього за кар'єру   | Усього за кар'єру   | Усього за кар'єру   | 164+1     | 1         |                    | 11                 | 0                  |                      | 1                    | 0                    |               | 0             | 0             | 177    | 1      |